# Магнитно поле на Луната
Магнитното поле на Луната е много слабо в сравнение с това на Земята. Други разлики са липсата на двуполюсно магнитно поле на Луната и вариращата магнетизация почти изцяло в кората. Според една хипотеза магнетизацията в кората е придобита в ранната история на Луната, когато е имало действащо геодинамо. Малкият размер на лунното ядро е възможна пречка пред приемането на теорията. Възможно е безвъдушно небесно тяло като спътника да има неустойчиво магнитно поле в резултат на големи сблъсъци с различни небесни тела. В подкрепа на това е открито, че голямата магнетизация на кората е локализирана противоположно на големите ударни басейни. Предположено е че такъв феномен може да бъде резултат от разширението на плазмения облак породен от сблъсъците в присъствието на Лунно магнитно поле.